# Конкурс трёхочковых бросков Единой лиги ВТБ
Конкурс трёхочковых бросков Единой лиги ВТБ проводится ежегодно в рамках «Матча всех звёзд» Единой лиги ВТБ. В этом соревновании участники пытаются за 60 секунд сделать как можно больше попаданий из 25 бросков из-за дуги с пяти точек с трёхочковой линии. Игроки начинают бросать с одного угла площадки и двигаются от стойки до стойки вдоль дуги, пока не достигают другого угла. Цель этого соревнования состоит в том, чтобы попасть как можно больше мячей и, соответственно, набрать как можно больше очков. Впервые конкурс был проведён в перерыве Матча всех звёзд 2017 в Сочи. Победу в первом конкурсе в 2017 году одержал Сергей Карасёв. Виталий Фридзон является единственным двукратным победителем конкурса. 

## Победители и финалисты конкурса
| Год  | Победители          | Победители       | Финалисты                 | Финалисты            | Ссылка |
| Год  | Игрок               | Команда          | Игрок                     | Команда              | Ссылка |
| ---- | ------------------- | ---------------- | ------------------------- | -------------------- | ------ |
| 2017 | Сергей Карасёв      | Зенит            | Райан Брокхофф Янис Блумс | Локомотив-Кубань ВЭФ | [ 1 ]  |
| 2018 | Райан Брокхофф      | Локомотив-Кубань | Кристап Яниченокс         | ВЭФ                  | [ 2 ]  |
| 2019 | Виталий Фридзон     | Локомотив-Кубань | Дорелл Райт               | Локомотив-Кубань     | [ 3 ]  |
| 2020 | Виталий Фридзон (2) | Локомотив-Кубань | Бранко Миркович           | Цмоки-Минск          | [ 4 ]  |
| 2021 | Артём Комолов       | Нижний Новгород  | Джеремайя Хилл            | Астана               | [ 5 ]  |
| 2022 | Билли Бэрон         | Зенит            | Марио Хезоня              | УНИКС                | [ 6 ]  |
| 2023 | Даллас Мур          | ЦСКА             | Энтони Браун              | УНИКС                | [ 7 ]  |
| 2024 | Бо Бич              | Енисей           | Карвел Андерсон           | Астана               | [ 8 ]  |
| 2025 | Гарретт Невелс      | Парма            | Иван Ухов                 | ЦСКА                 | [ 9 ]  |